# Plac Solidarności w Gdańsku
Plac Solidarności – plac w Gdańsku położony w dzielnicy Śródmieście, przy historycznej Bramie nr 2 Stoczni Gdańskiej.
 Znany przede wszystkim jako miejsce początku ruchu 
NSZZ Solidarność i miejsce protestów podczas sierpnia 1980.

## Położenie
Plac jest położony w widłach ulic Jana z Kolna i Doki. Znajduje się przy nim przystanek tramwajowy Plac Solidarności, na którym zatrzymują się linie 7, 8 i 10. W latach 1971–1981 na miejscu obecnego placu Solidarności funkcjonowała pętla tramwajowa „Doki”, która zastąpiła w 1971r. pętlę na Targu Węglowym, a w 1981r. pętla „Kliniczna” przejęła linie tramwajowe kursujące do pętli „Doki”.

## Pomnik
Podczas rozprężenia politycznego, następującego po sierpniu '80, zbudowano w tym miejscu Pomnik Poległych Stoczniowców 1970, zwany popularnie pomnikiem trzech krzyży. Oprócz niego na placu znajduje się tablica z nazwiskami poległych.

## Obiekty
- Historyczna brama nr 2 Stoczni Gdańskiej
- Pomnik Poległych Stoczniowców 1970
- Europejskie Centrum Solidarności
- Dawne biuro przepustek Stoczni Gdańskiej
- Terenowa gra planszowa „Segment, czyli PRL dla początkujących”[2]
- oddany do użytku 7 kwietnia 2016 biurowiec Tryton[3]
- Poświęcony Lechii Gdańsk mural autorstwa Piotra "Tuse" Jaworskiego z 2021 roku, znajdujący się na szczytowej ścianie kamienicy przy ul. Robotniczej[4].

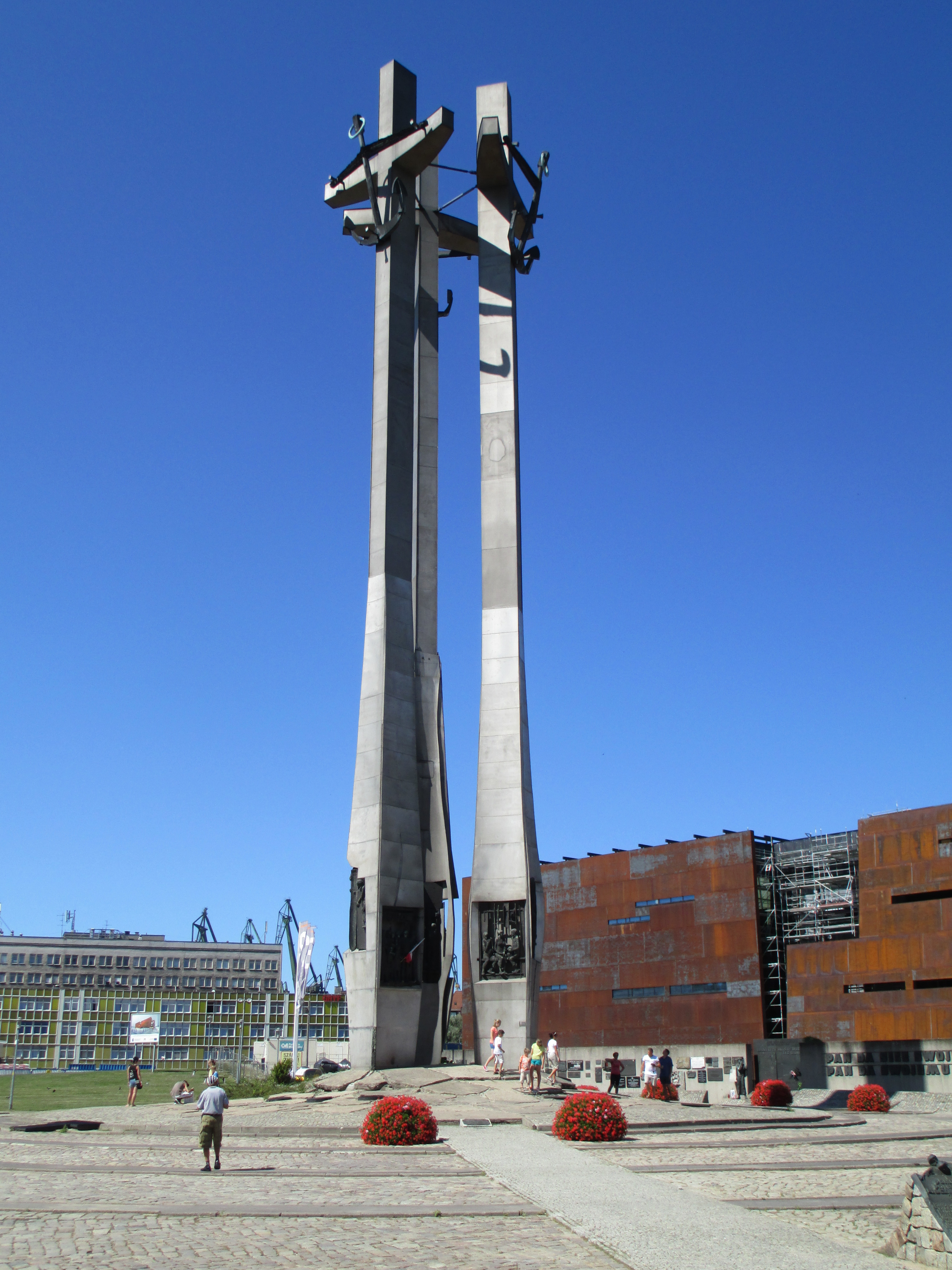
Pomnik Stoczniowca w Gdańsku

## Galeria

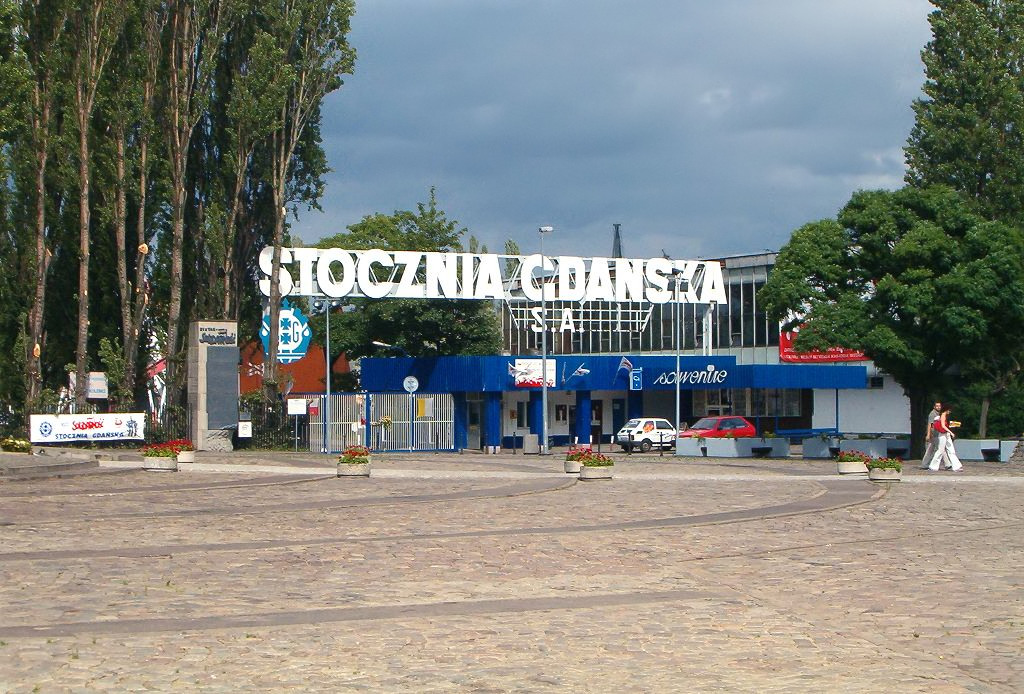
Słynna brama nr 2 Stoczni Gdańskiej – wejście od strony placu
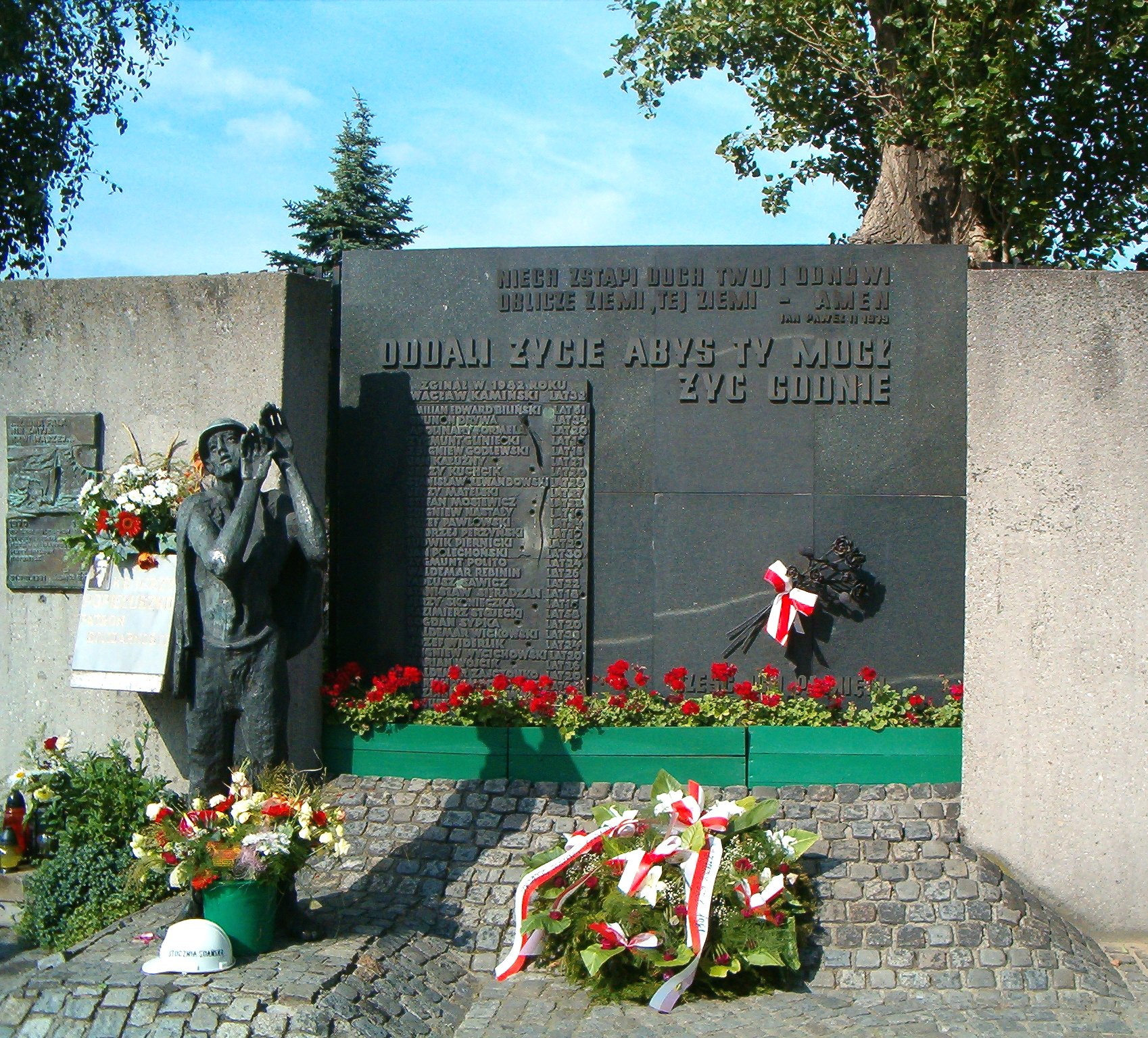
Tablica poświęcona ofiarom grudnia '70
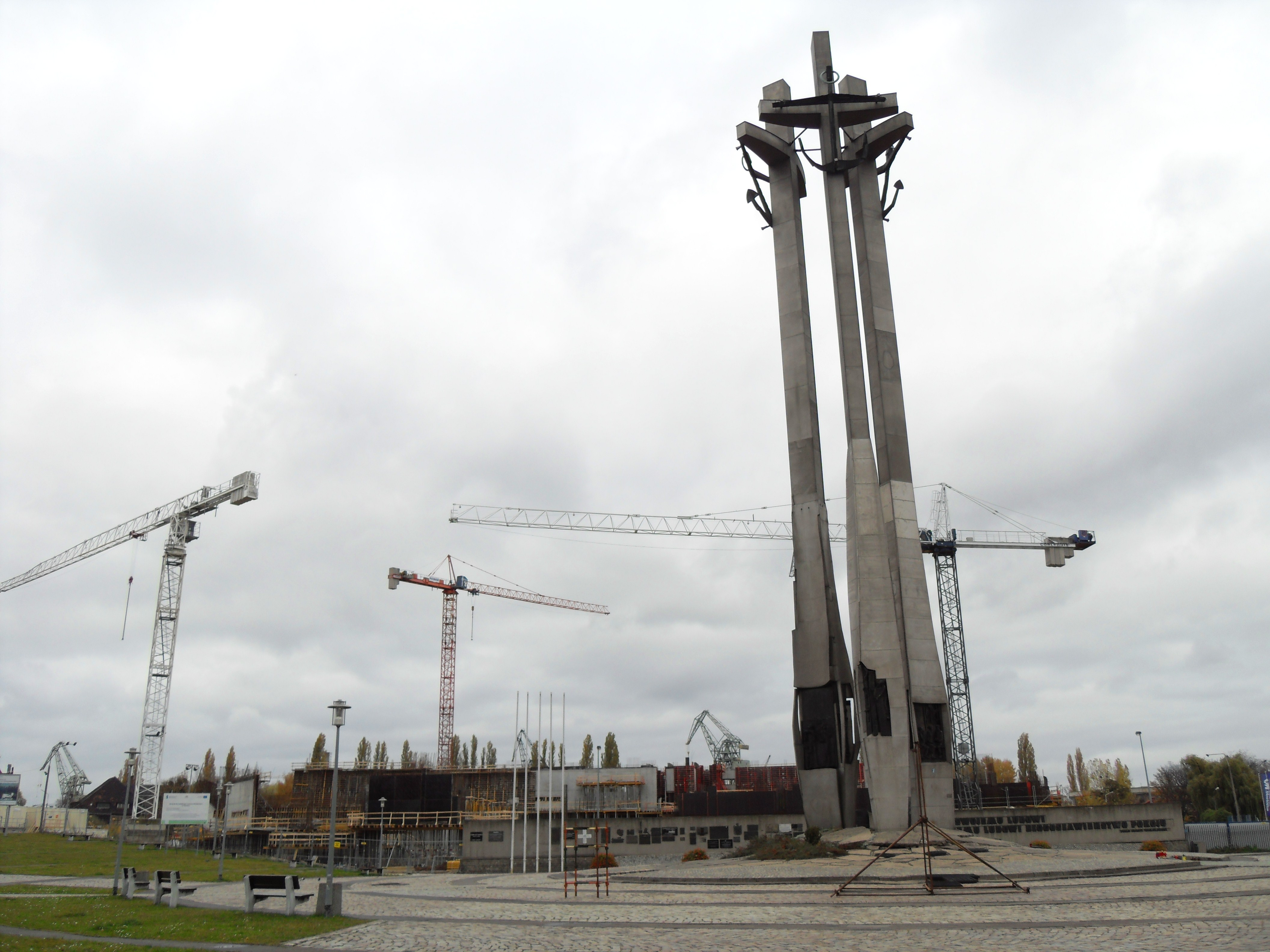
Europejskie Centrum Solidarności (w budowie)
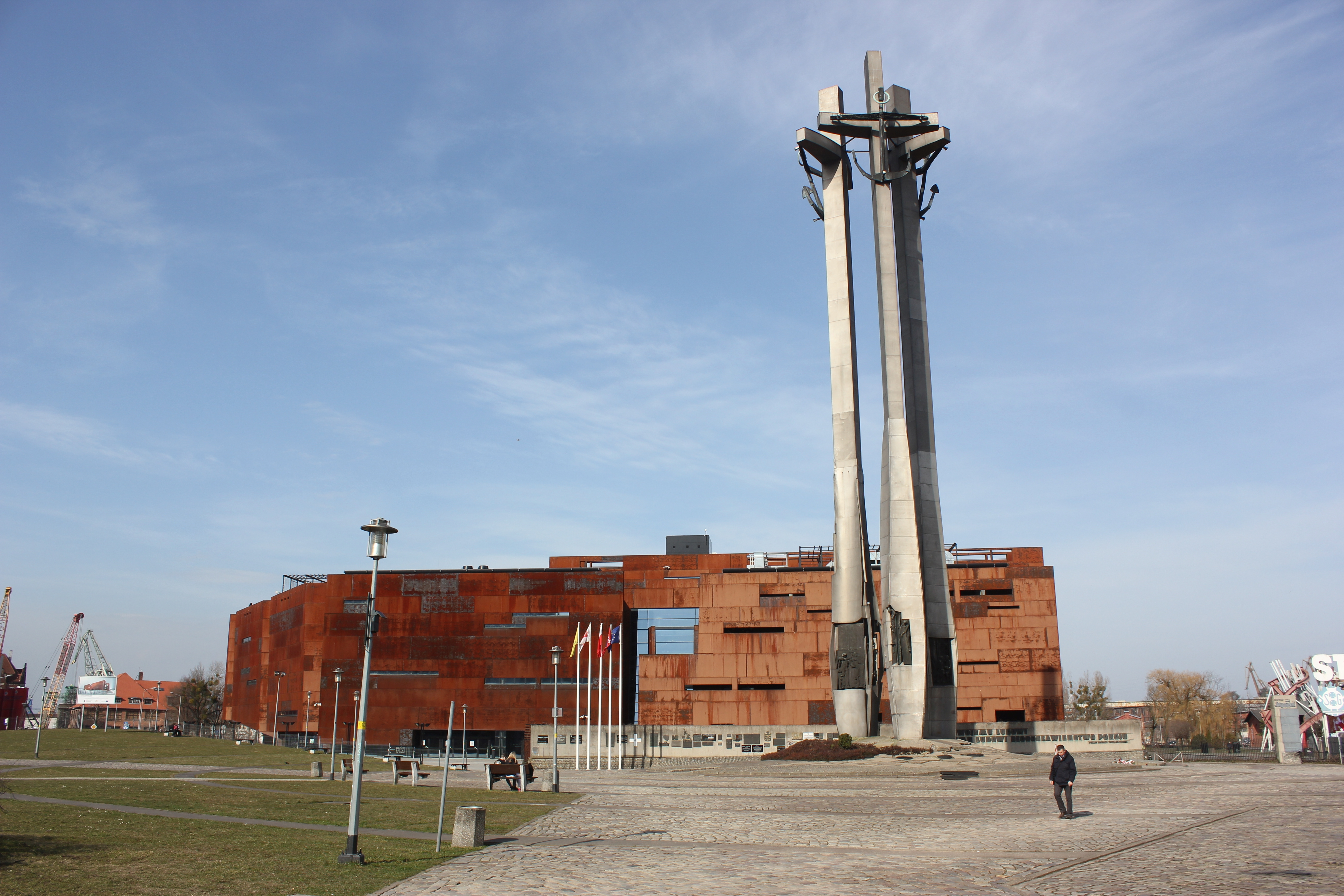
Europejskie Centrum Solidarności